# Out There (jeu vidéo)
Out There est un jeu vidéo créé par FibreTigre, développé par Mi-Clos Studio et sorti le 27 février 2014 sur Android et iOS. Une version enrichie intitulée Ω Edition est sortie en 2015 sur Windows, Mac et Linux. En 2019, une nouvelle version intitulée Out There: Ω The Alliance sort sur Nintendo Switch.
Ce jeu met en scène un astronaute perdu dans l'immensité de l'espace, qui va tenter de survivre au manque de ressources et à la solitude.
Il a donné lieu à un livre-jeu nommé Le Chant des oubliés, conçu avec Fanette Mellier dans le cadre de sa résidence à la Villa Médicis, et publié en juin 2015 par Franciscopolis.

## Accueil
- Canard PC : 6/10[2]
- Jeuxvideo.com : 17/20[3]
- TouchArcade : 5/5[4]

## Out There Chronicles
En 2016 et en 2018, le jeu a été prolongé par deux bandes dessinées interactives sur iOS et Android sorties sous les titres Out There Chronicles: Episode 1 et Out There Chronicles: Episode 2,.

## Oceans of Time
Une suite au jeu est annoncée en 2019. Elle présente des graphismes en 3D mais une jouabilité similaire.